# Fawley, Berkshire
Fawley är en ort och civil parish i Storbritannien.   Den ligger i kommunen West Berkshire i riksdelen England, i den södra delen av landet, 90 km väster om huvudstaden London. Fawley ligger 180 meter över havet och antalet invånare är 165.
Terrängen runt Fawley är platt. Runt Fawley är det ganska tätbefolkat, med 207 invånare per kvadratkilometer. Närmaste större samhälle är Abingdon, 19,0 km nordost om Fawley. Trakten runt Fawley består till största delen av jordbruksmark.